# Psectra mombassina
Psectra mombassina är en insektsart som först beskrevs av Navás 1936.  Psectra mombassina ingår i släktet Psectra och familjen florsländor. Inga underarter finns listade i Catalogue of Life.